# Yahhh!
Yahhh! är den tredje singeln av rapparen Soulja Boy Tell 'Em. Låten gästas av rapparen Arab. Den släpptes 7 januari 2008, men läckte ut på internet redan sommaren 2006. 
Låten fick väldigt negativ kritik. Alex Fletcher på Digital Spy gav låten en stjärna av fem möjliga, och kallade den irriterande och skrikig. 

## Listplaceringar
| Lista                                | List- position |
| ------------------------------------ | -------------- |
| Australien                           | 35             |
| Kanada                               | 72             |
| Irland                               | 18             |
| Nya Zeeland                          | 3              |
| Storbritannien                       | 49             |
| U.S. Billboard Hot 100               | 48             |
| U.S. Billboard Hot R&B/Hip-Hop Songs | 34             |
| U.S. Billboard Hot Rap Tracks        | 14             |
| U.S. Billboard Pop 100               | 48             |